# David Maxwell Fyfe
Pour les articles homonymes, voir Fyfe.
David Patrick Maxwell Fyfe, 1er comte de Kilmuir, né le 29 mai 1900 à Édimbourg et mort le 27 janvier 1967 à Withyham, est un homme politique, avocat et juge britannique.
Il est notamment solliciteur général, procureur général, secrétaire d'État à l'Intérieur et lord chancelier au cours de sa carrière.
Il est également l'un des procureurs au procès de Nuremberg et a participé à la mise en place de la Convention européenne des droits de l'homme. Il est aussi connu pour avoir refusé la grâce de Derek Bentley.

## Biographie

### Sa formation
Fils unique du proviseur de l'Aberdeen Grammar School, William Thomson-Fyfe il fait ses études secondaires à George Watson's College puis est admis à Balliol College (Oxford). Là, il devient membre de la société d'histoire Stubbs, mais sa passion naissante pour la politique, ainsi que son service militaire accompli par patriotisme dans le corps des Scots Guards (1918–19), le détourne de l'étude et il n'obtint jamais qu'un premier diplôme de Literae Humaniores. Il trouve un emploi de secrétaire particulier auprès du député conservateur Patrick Hannon (1874 - 1963), qui le fait entrer dans le British Commonwealth Union. Il occupe son temps libre à étudier le droit, avec tant d'ardeur qu'il est admis à Gray's Inn et est reçu membre du Barreau en 1922. Il est avocat stagiaire dans le cabinet de George Lynskey (1888–1957) à Liverpool puis obtient l'investiture pour plaider.
Il est candidat conservateur à Wigan aux élections législatives de 1924, une circonscription presque impossible à conquérir pour ce parti. Sans se décourager, il se présente en 1929 dans une circonscription plus favorable, celle de Spen Valley lorsque son parti renonce à s'opposer au député libéral sortant, Sir John Simon, nommé à la Commission indienne statutaire. Maxwell-Fyfe n'est élu député qu'au scrutin partiel de 1935, cette fois dans la circonscription de Liverpool West Derby.
Entre-temps, sa réputation de juriste s'est affermie, lui valant son admission au rang de Conseiller du Roi en 1934. Il est juge d'instruction (recorder) à Oldham de 1936 à 1942.

### Ses débuts à la Chambre
Maxwell-Fyfe, avec Patrick Spens, Derrick Gunston et d’autres, apporte son appui au Gouvernement d'union nationale sur la signature du Pacte Hoare-Laval et les accords de Munich ; mais après la création du protectorat de Bohême-Moravie en mars 1939, Maxwell-Fyfe s'engage dans la Réserve territoriale et, lorsque la guerre est déclarée à l'Allemagne en septembre, est nommé procureur-général près la Cour martiale, avec le grade de commandant. Il est blessé dans une attaque aérienne en septembre 1940. Au mois de mai 1941, Maxwell-Fyfe devient vice-président de la commission Rab Butler, groupe de réflexion conservateur s'intéressant aux problèmes posés par l'après-guerre, et même en prend la présidence en 1943.

### Du cabinet Churchill à la cour de Nuremberg
Au mois de mars 1942, Sir Winston Churchill nomme, sur la recommandation de Brendan Bracken, Maxwell Fyfe solliciteur général. C'est alors qu'il est anobli et prête serment pour entrer au Conseil privé. Il met tout son zèle au service du gouvernement de coalition tout en réfléchissant à la façon dont les dirigeants nazis allaient devoir être jugés à la fin des hostilités. Il prend part le 8 avril 1945 aux pourparlers anglo-américains sur le jugement des crimes de guerre, où, selon l’historien Richard Overy, « il défendit le point de vue du gouvernement Britannique favorable à des exécutions sommaires. ». Au vu de l'action de Maxwell-Fyfe au cours des procès de Nuremberg, on peut se demander dans quelle mesure lui-même approuvait cette thèse ; mais à l'époque, en tant que membre du gouvernement, il n'avait que le choix de suivre le Premier ministre, Churchill, qui ne cessait de répéter que les dirigeants nazis ne méritaient qu'une justice sommaire. Lorsque la guerre prend fin en Europe et que la coalition est dissoute en mai 1945, Maxwell-Fyfe exerce de façon éphémère les fonctions de procureur général dans le gouvernement provisoire Churchill.
Le Parti travailliste remporte une victoire éclatante aux élections générales britanniques de 1945 et Sir Hartley Shawcross le remplace comme procureur général, devenant par là le premier procureur britannique aux procès de Nuremberg. Ce dernier, afin de manifester le caractère non-partisan des procès, prend toutefois Maxwell-Fyfe comme procureur-assistant et, accaparé par ses tâches auprès du Parlement de Westminster, ne prononce en fait que les discours d'ouverture et de clôture du Procès. C'est donc Maxwell-Fyfe qui assure au jour le jour la direction de la délégation britannique et s'y montre « juriste compétent, administrateur efficace et chef de délégation impliqué. » Certaines voix s'élevèrent contre sa nomination, le contre-interrogatoire n'étant généralement pas son fort ; mais précisément, le contre-interrogatoire qu'il mène d'Hermann Göring est resté comme un modèle du genre.

### Député d'opposition
Au terme des procès de Nuremberg, Maxwell-Fyfe retrouve le Parlement comme spécialiste de l'emploi au sein du cabinet fantôme tout en exerçant au Barreau : c'est ainsi qu'il assure la défense du tueur en série John George Haigh en 1949. Il se présente à la Chambre des communes vers 17h00, assiste souvent aux débats jusque tard dans la nuit puis, après un petit-déjeuner pris sur le pouce, retrouve le tribunal. Il bénéficie néanmoins de l'assistance de sa femme, la comtesse Sylvia Sackville De La Warr, employée du Parti conservateur.
Maxwell-Fyfe s'implique largement dans la rédaction du programme de redressement industriel de 1947 du parti (Industrial Charter), d'inspiration libérale quoique favorable à l'économie mixte. Dans un autre rapport du parti conservateur (1948-49), il défend le financement de certains candidats aux élections par le parti, prétendument pour y promouvoir la pluralité d'opinion, mais pratiquement pour accroître le poids des circonscriptions et nommer des candidats plus conformes à la direction.
Quoique conservateur, il défend le projet de loi travailliste de 1948 sur la naturalisation (British Nationality Act 1948), qui réaffirme les droits des ressortissants du Commonwealth à devenir citoyens britanniques de plein droit, manifestant par là son adhésion à l'unité et l'indivisibilité de l'empire.
Maxwell-Fyfe est un ardent partisan de l'intégration européenne. Il siège au Conseil de l'Europe d'août 1949 à mai 1952, dont il préside la commission sur les questions juridiques et administratives et pour laquelle il est rapporteur du comité de rédaction de la Convention européenne des droits de l'homme. Dans ses mémoires il reproche à Anthony Eden ses propos diffamatoires, qui ont privé le Royaume-Uni d'un leadership assuré en Europe. Eden envisage de poursuivre Maxwell-Fyfe en diffamation pour cette accusation.

### Retour aux affaires
Juste avant les élections générales britanniques de 1951, Maxwell-Fyfe déchaîne la controverse en laissant entendre, dans une interview radio, qu'un gouvernement conservateur pourrait légiférer dans le sens d'une modération du pouvoir des syndicats. Aussi, lorsque le Parti conservateur remporte les élections, Churchill préfère l'écarter comme ministre du Travail, et c'est pourquoi Maxwell-Fyfe obtient le portefeuille de secrétaire d'État à l'Intérieur et de ministre délégué aux affaires galloises. À ce poste, il défend plusieurs projets de loi délicats soumis à la Chambre des communes, en particulier ceux autorisant la publicité à la télévision. Il s'y fait une réputation de ministre travailleur et loyal.
En 1952, le directeur-général du  MI5, jusque-là dépendant du Premier ministre, fut placé sous la  responsabilité directe du secrétaire d'État à l'Intérieur. Fort de ces nouvelles responsabilités, Maxwell-Fyfe promulgua les « Directives Maxwell-Fyfe » qui fixèrent  de facto les règles du contre-espionnage britannique jusqu'à l'adoption en 1989 des nouveaux statuts, incluant la défense économique. À la démission de Percy Sillitoe en 1953, Maxwell-Fyfe confia la désignation d'une liste de successeurs possible à une commission de fonctionnaires présidée par Edward Bridges. La commission remonta les candidatures de Dick White et de Kenneth Strong. Maxwell-Fyfe nomma White, signalant à Churchill que cette promotion d'un des membres favoriserait le zèle envers le service.

### Retraite politique
Au renvoi du gouvernement, Kilmuir rejoint le directoire de Plessey, entreprise de génie électrique, mais sa santé est déjà déclinante. Il meurt à Withyham, dans le Sussex, le 27 janvier 1967, laissant à ses héritiers une fortune de 22 202 £ et est incinéré. Ses cendres sont dispersées dans le square de l'église Saint-Michel de Tous les Anges à Withyham. Ses titres nobiliaires ne pouvaient se transmettre qu'à des héritiers mâles, et sont donc éteints.